# イオン散乱
イオン散乱（英語: Ion Scattering）とは、物質に入射したイオンが物質によって散乱される現象のこと。
イオン散乱を用いた固体の構造解析手法は、入射イオンのエネルギーによって大きく二つに分けられる。
- 低速イオン散乱分光 (low-energy ion scattering spectroscopy)

keV領域の低エネルギーのイオンを照射する方法。単にイオン散乱分光(ISS, Ion Scattering Spectroscopy)と言ったときは、この低速イオン散乱分光のことを意味することが多い。
- ラザフォード後方散乱分光(RBS, Rutherford Backscattering spectroscopy)

MeV領域の高エネルギーのイオンを照射する方法。